# Cantieri
Die Isola dei Cantieri  oder einfach Cantieri  ist eine schmale, von Norden nach Süden verlaufende Insel in der Lagune von Venedig. Sie hat eine Fläche von 8,01 ha und liegt unmittelbar östlich von Chioggia und westlich der Isola dell’Unione. Über diese Insel und Cantieri führt die Verbindungsstraße (mit einer 700 m langen Brücke namens Ponte Traslagunare) von Chioggia nach Sottomarina und von dort südwärts aufs Festland.

## Geschichte
1289 wurde auf der Insel die Kirche San Domenico errichtet. Das heutige Gebäude entstand zwischen dem 14. und dem 18. Jahrhundert. Dort befinden sich, neben einem monumentalen Kruzifix von etwa 1300, Gemälde von Tintoretto (eine Kreuzigung) und von Vittore Carpaccio (Der Hl. Paulus von 1520). 
Auf Cantieri befindet sich ein großer Fischmarkt, der nach Plänen von 2005 auf die Isola dei Saloni verlegt werden sollte. Der Hafen, soll, da er wie der Markt die Insel mit erheblichem Straßenverkehr belastet ist, verschwinden. Die angrenzende Laguna del Lusenzo soll stärker für den Fußverkehr erschlossen und begrünt werden. Die Tenze, einst Kleinunternehmen im Umfeld der Schifffahrt und des Fischfangs, sollen restauriert werden.